# Konststoppning
Konststoppning är ett sätt att laga kläder med hål istället för att lappa dem.
Metoden, som är ganska tidskrävande, utförs under starkt ljus, med förstoringsglas, pincett och specialnålar. Tyget vävs om tråd för tråd där det är trasigt.
Övning av konststoppningstekniker görs på mönsterdukar, besläktade med broderade märkdukar.